# Archytas duckei
Archytas duckei är en tvåvingeart som beskrevs av Guimaraes 1961. Archytas duckei ingår i släktet Archytas och familjen parasitflugor. Inga underarter finns listade i Catalogue of Life.